# Eierbal (snack)

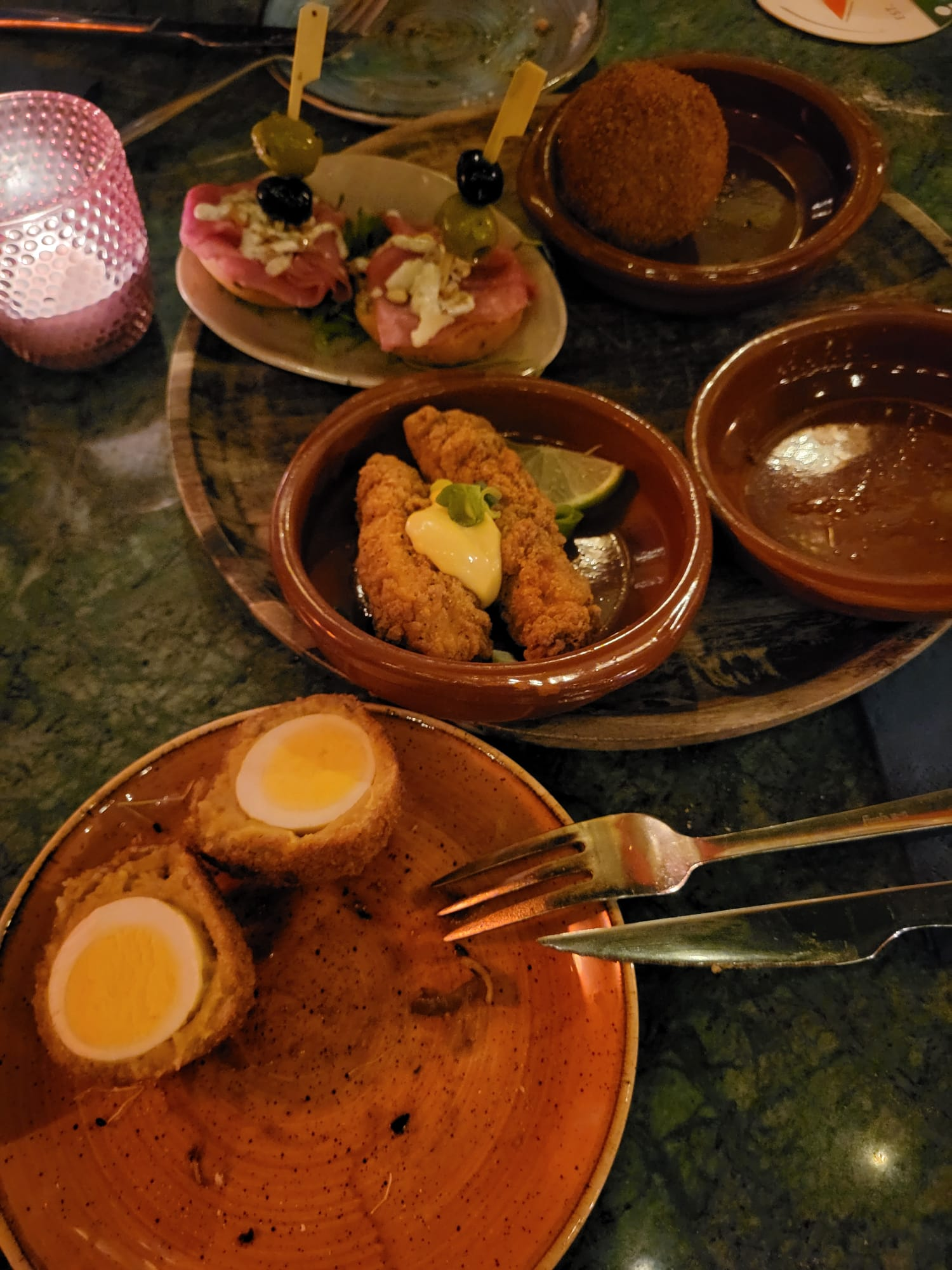
eierbal

De eierbal (Gronings: aaierbal) is een gefrituurde snack in Noord- en Oost-Nederland. Het baksel bestaat uit een heel gekookt en gepeld ei in ragout of ragout met kerrie. De bal wordt gepaneerd en daarna gebakken.
De voor zover bekend oudste vermelding van de eierbal is in een advertentie van 23 januari 1951. Hierin worden “carbonade, worst, gehakt, eierbal [en] croquet” aangeprezen als specialiteiten van “Sloots” Automatiek uit Groningen.
De snack wordt vooral gegeten in de provincies Groningen en Drenthe waar hij bij automatiek, snackbar en cafetaria te verkrijgen is. Buiten Noord- en Oost-Nederland geniet de snack nauwelijks bekendheid, wat deels te verklaren is door het feit dat de snack, vanwege het gekookte ei, niet ingevroren, en dus ook niet geëxporteerd kan worden. In een poging om export mogelijk te maken, ontwikkelde de Groningse snackbarhouder Robert Koning in 2020 twee halve eierballen met daarin een uitsparing voor het ei, zodat deze variant alsnog ingevroren kon worden en drie maanden houdbaar was.
De eierbal toont veel overeenkomsten met het Limburgse frietei. In Groot-Brittannië is er een vergelijkbare snack genaamd Scotch egg, deze zou in 1738 voor het eerst zijn geproduceerd. Deze snack, waarbij het ei in een gehaktbal is verwerkt, wordt ook wel een vogelnestje genoemd.
Op 27 juli 2024 vestigden drie leden van jongerenvereniging Unitas Wageningen het wereldrecord van het frituren van de grootste eierbal. De omtrek van de snack, die gemaakt was met een struisvogelei, bedroeg 76 cm. In achtereenvolgens 2015 en 2021 was het record ook al eens gebroken, met een omtrek van respectievelijk 44 en 73 centimeter.
In 2017 werd de Groningse eierbal opgenomen in de lijst van Immaterieel Cultureel Erfgoed in Nederland, na een actie van de regionale omroep RTV Noord.
In 2024 vierde een Amersfoortse cafetaria het 25-jarig jubileum met de Keierbal, een aangepaste versie van de snack, met een knipoog naar de Amersfoortse Kei. Dat resulteerde in een ludieke (re)actie waardoor Groningse Statenleden aankondigden de eierbal voortaan te promoten als Groninger eierbal. Daarnaast werden alle bezoekers van het jaarcongres van het Interprovinciaal Overleg in Amersfoort door Groningse Statenleden getrakteerd op de echte Groninger eierbal.

## Externe link

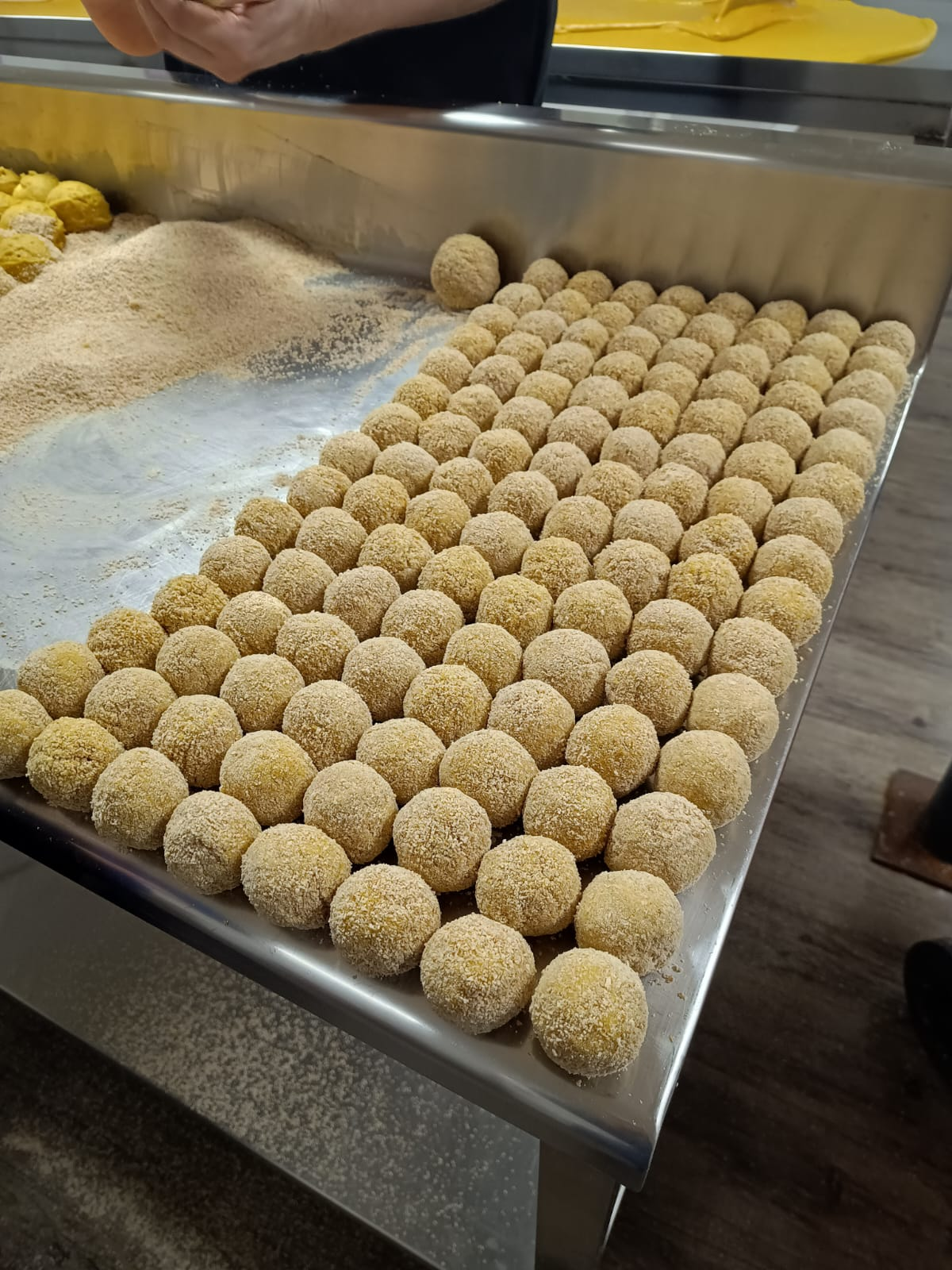
Handmatig gemaakte eierballen